# Український екзархат
Український екзархат Російської православної церкви — церковна адміністративна одиниця РПЦ Московського патріархату на території України, що була спадкоємницею єпархій РПЦ на території України до перевороту 1917 року. Патріарший екзархат встановив патріарх РПЦ Тихон у 1921 році. Український екзархат існував до 27 жовтня 1990 року, коли Архієрейський собор РПЦ, що проходив 25—27 жовтня, скасував його та заснував Українську православну церкву (Московського патріархату) з правами широкої автономії.

## Історія

### Православна Церква в Україні (1918—1921)
7 січня 1918 року у Києві за благословенням Патріарха Московського і Всеросійського Тихона (Беллавіна) скликано Всеукраїнський церковний собор під головуванням єпископа Пимена (Пегова). Більшістю голосів (60 проти 150) відкидається ідея автокефалії православної церкви в Україні.
З 2 січня до 7 квітня 1918 року у Москві проходила друга сесія Всеросійського помісного собору, де, зокрема, приймається «Положення про тимчасове Тимчасове Вище Церковне Управління Православної Церкви на Україні». Рішенням Всеросійського Собору з цього питання було те, що відтепер з єпархій у межах Української держави створюється церковна область «з особливими перевагами на засадах автономії». По відношенню до цієї області у документах 1918 року вживається термін «Православна Церква на Україні» або «Українська Церква».
Автономія Української Церкви простягається на місцеві церковні справи: адміністративні, місіонерські, благодійні, монастирські, господарські, судові у відповідних інстанціях, шлюбні, і не простягається на справи загальноцерковного значення. Вищим органом «церковної законодавчої, урядової та судової влади» у межах України відтепер ставав Український Церковний Собор, який скликається не рідше одного разу на три роки. До складу Собору входили всі правлячі і вікарні архієреї України, а також представники кліру і мирян. У період між Соборами виконавчим органом Собору був Священний Синод всіх правлячих єпископів українських єпархій та Вища Церковна Рада. Постанови Всеросійських Церковних Соборів, а також постанови і розпорядження Святійшого Патріарха мають обов'язкову силу для всієї Української Церкви. Святіший Патріарх може посилати своїх представників на Український Церковний Собор. Святіший Патріарх стверджує Митрополитів і правлячих архієреїв Української єпархій.
25 січня 1918 р. у Києво-Печерській Лаврі був жорстоко вбитий Митрополит Київський і Галицький Володимир (Богоявленський).
У травні 1918 р. на Київську кафедру був обраний митрополит Антоній (Храповицький). Проте вже у грудні 1918 р. він був заарештований за розпорядженням уряду Петлюри. Восени 1919 р. звільнений митрополит Антоній знову на короткий час прибув до Києва, який був тоді захоплений армією Денікіна. Тієї ж осені у наслідок успішного наступу Червоної армії, він був змушений залишити свою митрополію. У листопаді 1920 р. із залишками армії Врангеля митрополит Антоній остаточно покинув Росію і очолив потім Вище церковне управління за кордоном, зберігаючи, однак, за собою титул Митрополита Київського і Галицького.

### Встановлення екзархату, церковні розколи, гоніння на Церкву (1921—1939)

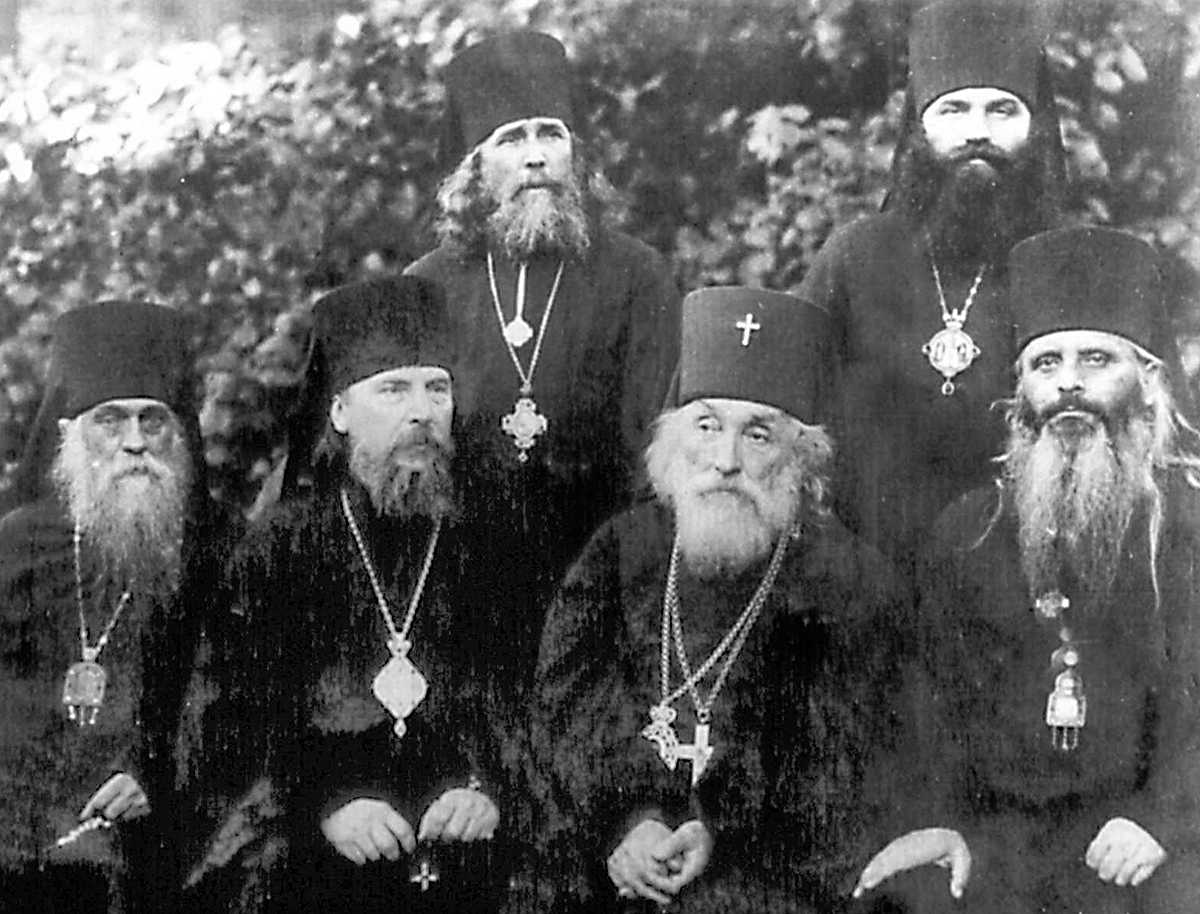
Єпископи Малософійського собору 1926 року.

Тим часом, проблеми в житті Київської митрополії РПЦ з початку 1920-х років стрімко наростали. В таких умовах присутність у Києві канонічного православного митрополита була необхідною. Проблема полягала у тому, що, навіть якщо б хтось із митрополитів бажав і міг би тоді зайняти Київську кафедру, Патріарх Тихон все одно не мав права своєю владою вирішити питання про призначення Київського митрополита. Київська митрополича кафедра повинна була заміщатися шляхом виборів на Всеукраїнському Соборі. Згідно з «Визначенням Священного Собору Православної Російської Церкви за проектом Положення про тимчасове Вище управління Православної Церкви в Україні 7 (20) вересня 1918 року», Патріарху належало право тільки стверджувати Київського митрополита.
Патріарх Тихон влітку 1921 р. знайшов наступний вихід із такої складної ситуації: він послав до Києва як свого Екзарха архієпископа Гродненського Михаїла (Єрмакова), звівши при цьому його у сан митрополита (але не «Київського і Галицького»), з тим щоб він очолив православну ієрархію в Україні. Сам митрополит Михаїл з приводу свого призначення у Київ на допиті в листопаді 1925 р. пояснив: «Я був призначений патріархом не митрополитом, а тимчасово керуючим Київською митрополією і екзархом України».
У жовтні того ж року у Києві відбувся собор проавтокефально налаштованого духовенства і мирян, що були незадоволені статусом екзархату. Було проголошено створення Української автокефальної православної церкви. У Софійському соборі священик Василь Липківський був посвячений в архієреї покладанням рук священиків і навіть мирян. Ця хіротонія, як і наступна ієрархія УАПЦ цієї формації не була визнана не тільки Російською православною церквою, а й іншими православними церквами (в еміграції єпископа цієї формації Івана Теодоровича 1949 р. прийняли через нове рукопокладання, здійснене канонічним чином єпископами, проте, рукопокладені ним раніше священики продовжували здійснювати таїнства без повторної пересвяти). Російська православна церква поширювала щодо УАПЦ назву «липківці» або «самосвяти». До середини 1920-х Українська автокефальна православна церква мала 1/5 всіх православних парафій в Україні.
У 1920-х роках у Росії виникає обновленський рух, що спричиняє ряд розколів і повну дезорганізацію церковного управління. Цей рух поширюється і на територію України. У 1923 році українські обновленці отримують від обновленського Вищого Церковного Управління у Москві автокефалію. Паралельно поширюється хвиля репресій проти усіх релігій, що сягає апогею в 1930-х.
У 1939 році на території, контрольованій більшовиками, нараховується лише близько 100 діючих храмів та 4 архієрея на свободі, а на території України не було жодного єпископа.
У результаті численних церковних розколів, які активно підтримувалися радянською владою, а потім і жорстоких гонінь 1930-х років Церква в Україні, як і на всій території Радянського Союзу, опинилася на межі виживання. У цих умовах управління єпархіями у межах України було організовано на засадах Екзархату, хоча аж до 1990 року нормативних документів, що ясно обумовлюють канонічне наповнення цього терміна, в Російській Православній Церкві не існувало.

### Період Другої світової війни (1939—1945)
Після реалізації Пакту Молотова — Ріббентропа, укладеного між гітлерівською Німеччиною й СРСР, і примусового приєднання Західної України до СРСР тут опиняється ряд єпископів автокефальної Польської православної церкви. Більшість із них залишаються у підпорядкуванні митрополита Варшавського Діонісія (Валединського) і не визнають російську ієрархію, що була терміново висвячена в Москві для Західної України. Однак найстаріший з архієреїв, що залишилися на Західній Україні, архієпископ Волинський Олексій (Громадський) у 1940 році переходить до Російської православної церкви.
18 серпня 1941 на окупованих німцями землях в Україні створюється Українська Автономна Православна Церква на чолі з архієпископом Волинським Олексієм (Громадським). Українська Автономна Православна Церква визнавала канонічне підпорядкування Московської Патріархії. 25 листопада 1941 на черговій єпископській нараді в Почаєві, архієпископ Олексій (Громадський) був обраний екзархом України і зведений в митрополичий сан.
У 1941 році з початком просування німецьких військ на територію України активізується діяльність єпископату Польської православної церкви. Предстоятель Автокефальної православної церкви у колишній Польщі (так називалася Польська церква після окупації Польщі Німеччиною) митрополит Діонісій (Валединський) призначає архієпископа Волинського (колишнього вікарного Луцького) Полікарпа (Сікорського) «адміністратором Автокефальної православної церкви на звільнених землях України» і благословляє ряд єпископських хіротоній для України. Назва «Українська автокефальна православна церква» для цієї юрисдикції виникла, імовірно, пізніше для розрізнення з автономною, від початку вона вважала себе частиною автокефальної Польської православної церкви, що складалася переважно з українців. У будь-якому разі ієрархія цієї Церкви була канонічною й вона не визнавала свячень УАПЦ Липківського, хоча колишні священики-липківці активно приймалися через покаяння.
Таким чином під час війни на території України паралельно діяли автономна й автокефальна церква, серйозних сутичок між ними не було, велися навіть переговори про об'єднання. Поступово німецька адміністрація віддала перевагу автономній церкві, оскільки автокефалісти підтримували УПА, що регулярно вела бойові дії проти німців, і виступали за незалежну Україну. Архієпископ Олексій (Громадський) був помилково вбитий УПА під час нападу на німецьку колону, що перекреслило переговори про об'єднання двох юрисдикцій.
У 1942 році радянське керівництво кардинально переглядає свою релігійну політику. Ліквідовується «Союз войовничих безбожників», відкриваються закриті парафії, священики звільняються з таборів. Відновляються єпископські хіротонії. У 1943 році за сприяння радянської влади починається повернення обновленців та григоріанців до патріаршої Російської православної церкви. Зокрема, через покаяння був прийнятий єпископ Звенигородський Сергій (Ларін), що згодом обіймав ряд кафедр в Українському екзархаті. У 1944 році більшість ієрархів Польської православної церкви (УАПЦ) полишають Україну, залишається лише архієпископ Феофіл (Булдовський), що переходить в Російську православну церкву.

### Повоєнне існування у Радянському Союзі (1945—1990)
У 1945 році відкрита Одеська духовна семінарія.
22 жовтня 1945 року Мукачівсько-Пряшівська єпархія Сербської православної церкви переходить в юрисдикцію Українського екзархату (без Пряшева).
8—9 березня 1946 року на Львівському церковному соборі (псевдо-соборі з точки зору греко-католиків) під тиском радянської влади оголошено про возз'єднання Греко-католицької церкви з Православною церквою. 5 квітня 1946 року греко-католицьке духовенство у Пряшеві також приймає рішення про перехід у Православну церкву. У цьому ж році останні обновленські парафії повернулися до патріаршої церкви. У цей час на території СРСР було 10,5 тисяч православних храмів.
У 1948 році Російською православною церквою було відновлене євхаристійне спілкування і визнана автокефалія Польської православної церкви (надана Вселенським патріархатом у 1920-х), однак лише у межах повоєнної Польщі. У 1949 році закарпатські греко-католики під тиском радянської влади теж переходять в Український екзархат і греко-католицизм припиняє легальне існування на території СРСР.
У 1958—1964 відбувалася нова хвиля утисків Церкви, суттєво скоротилася кількість парафій. У 1961 році закрита Києво-Печерська лавра під приводом реставрації.
18 липня 1961 року прийнято зміни в Уставі Російської православної церкви, згідно з якими настоятель і клірики не могли брати участь в управлінні парафією, усі її справи опинялися в руках старост.
14 травня 1966 року Митрополитом Київським і Галицьким, екзархом всієї України став архієпископ (з 1968 р. — митрополит) Філарет (Денисенко), який керував Українським екзархатом аж до його перетворення на самоврядну Українську православну церкву.
Під його проводом у 1988 р. було урочисто відзначено 1000-ліття Хрещення Русі.
У 1988 році відкрите духовне училище у Чернігові. У 1989 — духовної семінарії у Києві та відновлено чернече життя у Києво-Печерській лаврі.
6—9 червня 1989 року на Помісному соборі у Москві канонізовано, серед інших, преподобного Паїсія Величковського, прийнято новий устав, що підтверджував статус Українського екзархату та надавав йому право називатися «Українська православна церква».
Архієрейський Собор Російської Православної Церкви, працював у Москві 30—31 січня 1990 року, прийняв «Положення про екзархати Московського Патріархату», яке було внесено окремою главою до Статуту про управління Російської Православної Церкви. У силу цього «Положення» Український Екзархат отримав друге офіційне найменування: «Українська Православна Церква». Також був створений Синод Екзархату, якому була засвоєна вища «законодавча, виконавча і судова влада» у межах Екзархату. Синод Екзархату отримав право обирати і рекомендувати Священному Синоду Російської Православної Церкви кандидатуру Екзарха, а також правлячих і вікарних архієреїв українських єпархій. Таким чином, було зроблено важливий крок на шляху відновлення самоврядування Української Православної Церкви.
Вже 10 липня 1990 Синод Української Православної Церкви надіслав Святійшому Патріарху Алексію звернення, в якому містилося прохання розширити права Української Церкви. Зокрема, пропонувалося надати Синоду Української Православної Церкви право засновувати і скасовувати єпархії, призначати правлячих і вікарних архієреїв у межах України. Також пропонувалося дати єпископату Української Церкви право самостійно обирати свого Предстоятеля з наступним затвердженням цього обрання Патріархом Московським і всієї Русі.
25—27 жовтня 1990 року в Москві був скликаний Архієрейський Собор, на якому і було прийнято історичне Визначення про Українську Православну Церкву.
До теперішнього часу документи 1990 вже пройшли процедуру остаточного затвердження. У 2000 році Ювілейний Архієрейський Собор Російської Православної Церкви прийняв новий Статут Російської Православної Церкви, у якому відображено особливий статус Української Православної Церкви. Пункт 17 восьмої глави Статуту говорить: «Українська Православна Церква є самокерованою з правами широкої автономії. У своєму житті і діяльності вона керується Томосом Патріарха Московського і всієї Русі 1990 року і Статутом Української Православної Церкви, який затверджується її Предстоятелем та схвалюється Патріархом Московським і всієї Русі». Помісний Собор Російської Православної Церкви 2009 затвердив усі рішення Архієрейських Соборів, прийняті в період з 1990 по 2008 рік.

## Єпископат
Єпископат Українського екзархату за час свого існування з 1921 до 1990 року налічує загалом до 190 архієреїв. Більшість із них служили, окрім власне Українського екзархату, також і в єпархіях Російської православної церкви, а деякі в Українській автономній православній церкві. У період гонінь на Церкву багато архієреїв постраждали за віру, деякі прилічені до лику святих — священномученики Костянтин (Дьяков), Олександр (Петровський), Фаддей (Успенський) та інші. Усі єпископи, що були у складі єпископату екзархату на 27 жовтня 1990 року, продовжили своє архієрейське служіння вже в Українській православній церкві (Московського патріархату), що отримала у цей час самостійність і незалежність в управлінні. Це, зокрема, такі архієреї як Філарет (Денисенко), Володимир (Сабодан), Агафангел (Саввін), Іриней (Середній), Іоанникій (Кобзєв), Лазар (Швець), Никодим (Руснак).

### Екзархи
1. Антоній (Храповицький) (30 травня 1918—1919) (1936)[6] 
Назарій (Блінов) (1919—1921) тимчасово керуючий Київською єпархією, єпископ Черкаський 
Михаїл (Єрмаков) (липень 1921—1922), тимчасово керуючий Київською єпархією
2. Макарій (Карамзін) (1924)
3. Михаїл (Єрмаков) (1924 — 30 березня 1929)
Георгій (Делієв) (1925—1928) тимчасово керуючий Київською єпархією
4. Сергій (Куминський) (1925—1930)
5. Димитрій (Вербицький) (квітень 1930 — 14 лютого 1932)
6. Сергій (Гришин) (3 квітня 1932 — 9 липня 1934)
7. Священномученик Костянтин (Дьяков) (18 травня 1932 — 10 листопада 1937) 
Священномученик Олександр (Петровський) (осінь 1937—1938) тимчасово керуючий архієпископ Харківський
8. Миколай (Ярушевич) (28 липня 1941 — 28 січня 1944)
9. Алексій (Громадський) (25 листопада 1941 — 7 травня 1943, Українська автономна православна церква)
10. Дамаскін (Малюта) (6 червня 1943— квітень 1944, Українська автономна православна церква)
Пантелеймон (Рудик) (1944) тимчасово керуючий, Українська автономна православна церква
11. Іоанн (Соколов) (12 лютого 1944 — 30 березня 1964)
12. Іоасаф (Лелюхін) (30 березня 1964 — 24 квітня 1966)
Аліпій (Хотовицький) (25 квітня — 14 травня 1966) тимчасово керуючий архієпископ Вінницький
13. Філарет (Денисенко) (14 травня 1966 — 25-27 жовтня 1990) — далі УПЦ / УПЦ КП

## Єпархії
Єпархії Українського екзархату неодноразово змінювали свої назви і межі протягом існування цієї церковної адміністративної одиниці. Утім, їхня кількість не перевищувала 20 в один період часу. Ці єпархії, як і екзархат у цілому, не були якимись самостійними утвореннями — вони були прямими спадкоємцями відповідних єпархій Російської православної церкви. У 1918—1921 та на окупованих німцями територіях у 1941—1944 роках також існувала Українська автономна православна церква Московського патріархату. У першому випадку вона передувала екзархату, який було створено патріархом Тихоном (Беллавіним) на її основі у 1921 році. У другому вона була, фактично, тим же Українським екзархатом, що відповідно до історичних обставин змінив свою адміністративну структуру і статус.
При самостійних єпархіях за увесь час існування екзархату було засновано понад 60 вікаріатів. Більшість з них проіснували недовго, переважно у 1920-х роках.

### Самостійні
1. Київська (митрополія)
2. Вінницька
3. Волинська
4. Дніпропетровська
5. Донецька
6. Дрогобицька
7. Житомирська
8. Івано-Франківська
9. Ізмаїльська
10. Кіровоградська
11. Львівська
12. Мукачівська
13. Одеська
14. Подільська
15. Полтавська
16. Рівненська (Острозька)
17. Сімферопольська (Кримська)
18. Сумська
19. Тернопільська
20. Харківська
21. Херсонська
22. Хмельницька
23. Чернігівська
24. Чернівецька